# Roger Rosiers
Roger Rosiers (Vremde, Boechout, 26 de novembre de 1946) va ser un ciclista belga que fou professional entre 1967 i 1980.
Durant la seva carrera professional aconseguí més de 50 victòries, sent les més destacades la París-Roubaix de 1971 i una etapa de la Volta a Espanya de 1970.

## Palmarès
- 1965
  - 1r a la Copa Sels
  - Vencedor d'una etapa a la Volta a Bèlgica amateur
- 1966
  - 1r al Circuit d'Hainaut
  - Vencedor d'una etapa al Tríptic de les Ardenes
- 1967
  - 1r a la Fletxa Brabançona
- 1968
  - 1r a l'Elfstedenronde
  - 1r al GP Flandria
- 1969
  - 1r a la Nokere-Koerse
- 1970
  - Vencedor d'una etapa de la Volta a Espanya
- 1971
  - 1r a la París-Roubaix
  - 1r al Gran Premi Stad Sint-Niklaas
- 1972
  - 1r de la Volta a Luxemburg i vencedor d'una etapa
- 1973
  - 1r al GP d'Isbergues
- 1977
  - 1r als Tres dies de La Panne
- 1978
  - 1r al Gran Premi d'Aix-en-Provence

### Resultats al Tour de França
- 1969. Fora de control (6a etapa)
- 1975. Abandona (13a etapa)
- 1977. Fora de control (17a etapa)

### Resultats a la Volta a Espanya
- 1970. 28è de la classificació general. Vencedor d'una etapa
- 1971. Abandona
- 1973. 31è de la classificació general
- 1975. 31è de la classificació general
- 1976. 39è de la classificació general